# Åstorps IF
Åstorps IF var en fotbollsklubb från Åstorp i nordvästra Skåne. Klubben spelade en säsong i Sveriges näst högsta division i fotboll 1968. En av de mer noterbara spelarna det året var Tommy "Gyxa" Gustafsson som sedan värvades till Landskrona BoIS. År 1996 slog sig klubben samman med Nyvångs GIF för att bilda den nya föreningen Åstorps FF.